# How the 'Duke of Leisure' Reached His Winter Home
How the 'Duke of Leisure' Reached His Winter Home è un cortometraggio muto del 1912 diretto da Charles H. France.

## Trama
Maestro nell'arte del non far niente, Percival si presenta in un rinomato ristorante dove ordina un costoso pranzo. Prima di poter abbuffarsi, però, viene scoperto e buttato fuori. L'uomo, allora, comincia a comportarsi in modo da spingere la polizia ad arrestarlo. Gli agenti, invece, ridono dei suoi sforzi fino a quando lui non prende un portafogli ben gonfio: arrestato come ladro, Percival potrà passare sei mesi al caldo del carcere.

## Produzione
Il film fu prodotto dalla Selig Polyscope Company.

## Distribuzione
Distribuito dalla General Film Company, il film - un cortometraggio di 150 metri - uscì nelle sale cinematografiche statunitensi il 27 dicembre 1912. Nelle proiezioni, veniva programmato con il sistema dello split reel, accorpato in un'unica bobina con un altro cortometraggio prodotto dalla Selig, la commedia A Pair of Boots.